# قائمة محافظي نينوى

محافظة نينوى في شمال العراق

هذه قائمة محافظي محافظة نينوى شمال العراق، منذ تأسيس المملكة العراقية سنة 1921، تفرض أحكام البند (سابعاً) من المادة (73) من الدستور والبند أولاً من المادة 26 من قانون المحافظات غير المنتظمة بإقليم، إصدار مرسوم من رئيس الجمهورية لتعيين المحافظين. كانت محافظة نينوى تُسمى لواء الموصل، وكان يقال لحاكم اللواء متصرف.

## المحافظون
| #  | المحافظ أو المتصرف                            | تاريخ المباشرة | وصف | صورة |
| -- | --------------------------------------------- | -------------- | --- | ---- |
| 1  | المحافظ نجم عبد الله عبد الجبوري              | 2020-05-23     | فريق ركن وقائد سابق لقيادة عمليات نينوى، ولد في 28 تشرين الأول سنة 1956 في ناحية القيارة، من عشيرة الجبور العربية من عائلة سنية. |      |
| 2  | المحافظ منصور مرعيد عطية الجبوري              | 2019-05-23     | عضو مجلس نواب سابق |      |
| 3  | المحافظ نوفل حمادي السلطان                    | 2015-10-21     | اسمه نوفل حمادي السلطان العاكوب الأحمدي، وُلد في مدينة الموصل، عربي سني، حاصل على بكلوريوس القانون، عُيّن محافظاً خلَفاً لأثيل النجيفي بعد سيطرة تنظيم الدولة على نينوى، وأُقيلَ في آذار سنة 2019 عقبَ غرق عبارة الموصل، وفي 22 تموز سنة 2021 فرضت الحكومة البريطانية عقوبات على نوفل وفي تشرين الأول سنة 2022 أعلنت هيئة النزاهة عن تنفيذ أمر قبض على نوفل بتهمة فساد |      |
| 4  | المحافظ أثيل النجيفي                          | 2009-04-15     | |      |
| 5  | المحافظ دريد كشمولة                           | 2004-07-26     | |      |
| 6  | وكيل المحافظ خسرو كوران                       | 2004-07-14     | عراقي كردي وُلد في بردرش عضو في الحزب الديمقراطي الكردستاني |      |
| 7  | المحافظ أسامة يوسف كشمولة                     | 2004-04-05     | عُيّن سنة 2004 وقُتلَ في 14 تموز سنة 2004 |      |
| 8  | وكيل المحافظ خسرو كوران                       | 2004-02-26     | |      |
| 9  | المحافظ غانم سلطان البصو                      | 2003-05-05     | ضابط جيش رتبته قريق ركن، كان قائداً لفرقة المشاة 44 في حرب القادسية الثانية بين العراق وإيران،[بحاجة لمصدر] وآمر الكلية العسكرية سنة 1991،[بحاجة لمصدر] وأول محافظ لنينوى بعد الاحتلال الأمريكي للعراق، قدم استقالته بسبب تقليص الإدارة الأميركية لصلاحياته، ترأّسَ جبهة الإنقاذ والتنمية في محافظة نينوى، التي اشتركت في الانتخابات النيابية، وكان عضو مجلس محافظة نينوى، وطلب الاستقالة سنة 2013 وقُبلَ طلبُه، وهو سني عربي.[بحاجة لمصدر] |      |
| 10 | المحافظ عبد الواحد شنان آل رباط               | 2001-05-08     | فريق ركن عراقي، عربي شيعي من أهل السماوة، رئيس أركان الجيش في عهد صدام حسين، عُيّن محافظاً مرتين. |      |
| 11 | المحافظ محمد عبد القادر عبد الرحمن            | 1996-12-13     | فريق ركن عراقي، كان معاوناً لرئيس أركان الجيش في عهد حكومة الرئيس صدام حسين، وذكرت صحيفة الصباح الجديد سنة 2004 عن مصادر مطلبعة أن وزارة الدفاع قد تشاورت حينئذٍ لتعيين محمد عبد الرحمن رئيساً للأركان. |      |
| 12 | المحافظ احمد إبراهيم حماش                     | 1995-12-13     | |      |
| 13 | المحافظ عبد الواحد شنان آل رباط               | 1993-09-17     | |      |
| 14 | المحافظ عبد الجواد ذنون محمد طاهر             | 1992-04-18     | وُلد في الموصل، ضابط فريق ركن، كان رئيساً لأركان الجيش. |      |
| 15 | المحافظ منذر نصيف جاسم                        | 1991-10-26     | |      |
| 16 | المحافظ طاهر توفيق يوسف العاني                | 1987-11-17     | |      |
| 17 | المحافظ كريم حسن رضا                          | 1987-04-04     | وُلد في النجف سنة 1934. |      |
| 18 | المحافظ أنور سعيد الحديثي                     | 1982-04-05     | |      |
| 19 | المحافظ عادل عبد الله مهدي                    | 1982-03-13     | |      |
| 20 | المحافظ صبحي علي الخلف                        | 1978-09-09     | |      |
| 21 | المحافظ جاسم محمد خلف                         | 1978-02-13     | |      |
| 22 | المحافظ خالد عبد عثمان                        | 1975-10-22     | |      |
| 23 | المحافظ فليح حسن الجاسم                       | 1974-05-21     | |      |
| 24 | المحافظ فليح حسن الجاسم                       | 1974-05-21     | |      |
| 25 | المحافظ فليح حسن الجاسم                       | 1974-05-21     | |      |
| 26 | المحافظ سعدي عياش عريم (مرة ثانية)            | 1973-01-12     | |      |
| 27 | وكيل المحافظ روبتيان الجاف                    | 1972-12-08     | |      |
| 28 | المحافظ شبيب المالكي                          | 1972-07-03     | |      |
| 29 | وكيل المحافظ حامد إسماعيل العاني              | 1972-04-05     | |      |
| 30 | وكيل المحافظ فاضل عباس حمدي                   | 1972-01-25     | |      |
| 31 | المحافظ خالد عبد الحليم                       | 1970-09-03     | |      |
| 32 | المتصرف سعدي عياش عريم                        | 1969-09-17     | |      |
| 33 | المتصرف علاء الدين البكري                     | 1968-08-07     | |      |
| 34 | المتصرف عبد الرحمن عبد الستار                 | 1967-08-19     | |      |
| 35 | وكيل المتصرف أنور مصطفى عاصم                  | 1967-08-01     | |      |
| 36 | المتصرف سعيد الشيخ احمد                       | 1965-12-15     | |      |
| 37 | وكيل المتصرف فاضل حاج كمال                    | 1965-10-10     | |      |
| 38 | المتصرف شاكر محمود السامرائي                  | 1963-12-09     | شاكر محمود قدوري السامرائي، ضابط عراقي، زعيم (عميد)، وُلد في سامراء سنة 1918، ودرس هناك الابتدائية، ثم انتقل الى محلة سوق حمادة في بغداد، حيث درَس الإعدادية، دخل شاكر الكليةَ العسكريةَ في سنة 1936، وتخرج منها يوم 1 كانون الثاني سنة 1938 برتبة ملازم، وعين آمر فصيل مشاة في الفوج الثالث من اللواء الثاني في الديوانية، واشترك مع فوجه العسكري في معركة جنين سنة 1948، أُمرَ بتشكيل أول فوج مغاوير في الجيش العراقي، واستلم وسام الرافدين ذي الدرجة الثالثة، عُيّن متصرفاً للموصل سنة 1963، ثم متصرفاً للعمارة سنة 1965، ثم متصرفاً للرمادي سنة 1965 حتى يوم 5 آب سنة 1968 حين أُحيلَ على التقاعد.[بحاجة لمصدر] |      |
| 39 | المتصرف مدحت إبراهيم جمعة                     | 1963-04-22     | |      |
| 40 | المتصرف عبد اللطيف الدراجي                    | 1961-04-29     | |      |
| 41 | المتصرف عبد الوهاب شاكر                       | 1959-08-17     | |      |
| 42 | وكيل المتصرف عبد المجيد البرواري              | 1959-03-27     | |      |
| 43 | المتصرف عبد الكافي عارف                       | 1957-10-01     | |      |
| 44 | وكيل المتصرف صبحي علي عبيد آغا الجليلي        | 1957-09-23     | |      |
| 45 | المتصرف رشيد نجيب                             | 1955-03-22     | |      |
| 46 | وكيل المتصرف القائمقام محمود البكري           | 1955-03-14     | |      |
| 47 | المتصرف مزاحم ماهر                            | 1954-07-24     | |      |
| 48 | وكيل المتصرف صبحي علي عبيد اغا الجليلي        | 1954-07-01     | |      |
| 49 | المتصرف احمد زكي المدرس                       | 1952-12-30     | |      |
| 50 | وكيل المتصرف صبحي علي عبيد اغا الجليلي        | 1952-02-24     | |      |
| 51 | المتصرف سعيد القزاز                           | 1949-06-25     | |      |
| 52 | وكيل متصرف عبد الجبار فهمي                    | 1948-06-19     | مدير شرطة الموصل |      |
| 53 | المتصرف خليل عزمي                             | 1948-04-15     | |      |
| 54 | معاون المتصرف مصطفى عاصم إسماعيل              | 1948-04-01     | |      |
| 55 | المتصرف أمين خالص                             | 1948-03-15     | |      |
| 56 | معاون متصرف مصطفى عاصم إسماعيل                | 1948-03-01     | |      |
| 57 | المتصرف مصطفى اليعقوبي                        | 1946-10-12     | |      |
| 58 | المتصرف مظفر احمد                             | 1946-06-14     | |      |
| 59 | المتصرف عبد الوهاب القصاب                     | 1946-05-31     | |      |
| 60 | المتصرف عبد الوهاب القصاب                     | 1944-03-04     | |      |
| 61 | معاون متصرف عبد الوهاب مصطفى الدباغ           | 1944-01-15     | |      |
| 62 | المتصرف عبد المجيد اليعقوبي                   | 1942-09-02     | عاد بعد سحب استقالته |      |
| 63 | وكيل المتصرف القائمقام طاهر القيسي            | 1942-08-21     | |      |
| 64 | المتصرف عبد المجيد اليعقوبي (استقال)          | 1942-05-20     | |      |
| 65 | المتصرف حسام الدين جمعة (مرة ثانية)           | 1941-11-18     | |      |
| 66 | المتصرف تحسين علي بك (مرة ثالثة)              | 1941-06-05     | |      |
| 67 | وكيل المتصرف سالم نامق                        | 1941-06-01     | |      |
| 68 | وكيل المتصرف آمر الفرقة قاسم مقصود            | 1941-04-05     | |      |
| 69 | المتصرف تحسين علي بك (مرة ثانية)              | 1939-04-30     | |      |
| 70 | وكيل المتصرف جلال الدين خالد                  | 1939-02-09     | |      |
| 71 | المتصرف حسام الدين جمعة                       | 1937-10-05     | |      |
| 72 | المتصرف عمر نظمي بك                           | 1934-05-16     | |      |
| 73 | المتصرف تحسين بك العسكري                      | 1931-12-09     | |      |
| 74 | وكيل المتصرف حامد بك مصطفى (قائمقام العمادية) | 1931-09-03     | |      |
| 75 | المتصرف عبد العزيز بك المظفر                  | 1931-04-18     | |      |
| 76 | المتصرف تحسين علي بك                          | 1930-04-11     | |      |
| 77 | المتصرف عبد الله بك الصائغ                    | 1927-08-20     | |      |
| 78 | وكيل المتصرف القائمقام عبد الحميد عبد المجيد  | 1927-06-19     | |      |
| 79 | المتصرف ناجي شوكت                             | 1926-07-27     | وُلد في الكوت وصار وزيراً للداخلية ورئيساً للوزراء، والدته هي فاطمة بنت راغب بك أكبر انجال سليمان فائق بك ابن الحاج طالب كهية معاون الوالي داود باشا آخر ولاة المماليك. |      |
| 80 | المتصرف جعفر باشا العسكري                     | 1924-01-23     | |      |
| 81 | المتصرف جعفر باشا العسكري                     | 1923-11-04     | |      |
| 82 | وكيل المتصرف أحمد الفخري                      | 1923-10-21     | قاضٍ من أسرة نقباء الموصل، وصار وزيراً للعدلية. |      |
| 83 | وكيل المتصرف المستر جاردن                     | 1923-10-18     | عَينته الحكومة العراقية ليكون هو وصبيح نشأت ممثلين عن المملكة العراقية في لجنة أنشأتها عصبةُ الأمم يومَ 30 أيلول سنة 1924 للنظر في قضية الموصل، واستفتتْ اللجنةُ أهاليَ الموصل. |      |
| 84 | المتصرف رشيد بك الخوجة                        | 1922-02-19     | |      |
| 85 | المتصرف وهبي بك أمين                          | 1922-11-14     | وهبى بن أمين بن عبد اللطيف بن عبد الوهاب الخزرجي، قبلَ أن يصبح متصرفاً كان ضابطاً رتبته قائم مقام (عقيد) في الجيش العثماني. |      |
| 86 | وكيل المتصرف نولدر (كولونيل)                  | 1921-02-21     | |      |
| 87 | المتصرف حامد بك السامرائي                     | 1921-02-20     | قتل يوم وصوله، كان جالساً في ديوان حقي أفندي آل مفتي، إذ اقترب رجل من نافذة المجلس ورمى طلقةً أصابت ظهرَ حامد السامرائي فقضت عليه، وهرب القاتل المجهول وترك وراءه عباءته، فتبعه أهل المجلس فلم يظفروا به. قبل ذهابه للموصل كان حامد حاكماً لمنطقة الفرات، وبعث حامد رسالة إلى الشيخ ضاري المحمود لتهنئته على قتل لجمن، قال رؤوف البحراني في مذكراته "ويومها كان حامد السامرائي هو الحاكم المطلق في الفرات ولقي رجال الفرات منه الأمرين وثم نُقل متصرفاً للموصل في 18-1-1921 ويوم مباشرته قُتل في مقر وظيفته".                                                                                                 |      |